# Diospyros kanizur
Diospyros kanizur är en tvåhjärtbladig växtart som beskrevs av B. Walln. Diospyros kanizur ingår i släktet Diospyros och familjen Ebenaceae. Inga underarter finns listade i Catalogue of Life.